# The mulatto
|  | Denne artikel er oprettet af botten PalnaBot ud fra en ekstern database. Den kan derfor have sproglige fejl eller mangler. Denne skabelon kan fjernes efter kontrol af indholdet. |

The mulatto er en film instrueret af Knud Vesterskov.

## Handling
Mulatten tager udgangspunkt i H.C. Andersens glemte skuespil fra 1834. Mulatten er Andersens Alter Ego, manden midt imellem, der hverken er hvid eller sort. En film om racisme. Socialdarwinismens hierakiske inddeling har ikke bragt racerne nærmere en forståelse af hinanden. Filmen gør opmærksom på, at det slet ikke er saliggørende at være hvid, voksen og civiliseret, og at myterne stadig blomster.